# Palazzo Smith Mangilli Valmarana
Il palazzo Smith Mangilli Valmarana è un palazzo di Venezia, situato nel sestiere di Cannaregio e affacciato sul Canal Grande, dove confluisce il rio dei Santi Apostoli.

## Storia
È noto soprattutto per essere stato la residenza del console inglese Joseph Smith, che era stato agente di Canaletto nella vendita dei suoi quadri agli inglesi.
Il palazzo era in origine un edificio bizantino gotico, ma quando divenne sede dell'ambasciata inglese e residenza dello Smith, fu da quest'ultimo trasformato secondo il gusto dell'epoca: nel 1743 il pittore ed incisore Antonio Visentini disegnò la nuova facciata e ne seguì i lavori, che si protrassero fino al 1751. La nuova facciata arrivava solo fino all'attuale primo piano nobile.
Nel 1784 il palazzo passò in proprietà del conte Giuseppe Mangilli, che vi aggiunse i piani sovrastanti ed affidò la ridecorazione dell'interno a Giannantonio Selva: questi realizzò una lussuosa ed unitaria serie ambienti in stile neoclassico, ancora oggi perfettamente conservato.

## Descrizione
Il palazzo neoclassico consta di tre piani con mezzanino e ammezzato nel sottotetto, dove scorre una cornice dentellata.
Il piano terra ha un portale posto centralmente e sovrastato da timpano.
I due piani nobili presentano ciascuno quattro monofore rettangolari timpanate disposte regolarmente sulla superficie e divise da coppie di lesene al primo piano, il quale si caratterizza per l'inserimento, al centro, di un'ampia apertura a tutto sesto tra due semicolonne corinzie sostenenti un timpano di dimensioni maggiori.